# Raids (Brettspiel)
Raids ist ein Brettspiel der Spieleautoren Matthew Dunstan und Brett J. Gilbert für zwei bis vier Personen. Das Spiel erschien 2018 bei dem französischen Spieleverlag iello und wurde kurz darauf international vermarktet. Im deutschsprachigen Raum wird es von Hutter Trade vertrieben. Bei dem Spiel handelt es sich um ein strategisches Brettspiel, bei dem die Spieler in der Rolle von Wikingern mehrere Reisen durchführen und dabei Ruhmespunkte sammeln.

## Thema und Ausstattung
Thematisch ist das Spiel in der Wikingerzeit angesiedelt und die Spieler spielen jeweils einen Wikingerclan, der mit dem jeweils eigenen Schiff entlang der Küsten reisen und dabei Geld und Waren sammelt sowie verschiedene mythische Ungeheuer besiegen und Häfen mit Ware versorgen muss. Auf diese Weise sammeln die Spieler Ruhmespunkte, die über den Sieg des Spiels entscheiden.
Das Spielmaterial besteht aus
- einem Spielplan mit einer Darstellung der Küsten der Nordsee,
- vier Langschiff-Figuren,
- 40 Wikinger-Figuren,
- 20 Münzen,
- 4 Spielertableaus mit einer Darstellung der Langschiffe der Spieler,
- 9 Hafenplättchen, und
- 64 Reiseplättchen in vier Sets von jeweils 12 Plättchen, darin
  - Langschiff-Verbesserungen (Segel-, Waffen- und Mjölnirplattchen)
  - Waren und Standarten, um Ruhmespunkte zu bekommen,
  - Runen-Plättchen mit Runensteinen,
  - Handelsplatz-Plättchen, um Waren zu verkaufen,
  - Besuchs- und Plünderungsplättchen, und
  - Ungeheuer-Plättchen mit Ungeheuern, die besiegt werden müssen.

Die Gestaltung des Spielmaterials übernahm der französische Spieleillustrator Biboun. Die Langschiff- und Wikinger-Figuren sind aus Holz, die Münzen aus Metall hergestellt.

## Spielweise

### Vorbereitungen
Zur Vorbereitung des Spiels wählt zuerst jeder Spieler eine Spielerfarbe und bekommt die entsprechende Langschiff-Figur und ein Spielertableau. Der Spielplan wird in die Tischmitte gelegt, die Wikinger-Figuren kommen in die Mitte der abgebildeten Weltkarte und die Münzen kommen als Vorrat auf den Tisch. Die Reiseplättchen werden entsprechend ihren Rückseiten sortiert, und danach werden die vier Sets jeweils einzeln gemischt. Die Reiseplättchen mit der Kennzeichnung 1 werden offen auf die passenden Felder des Spielplans verteilt, beginnend mit dem Feld neben dem Hafen. Das neutrale Hafenplättchen wird auf den Hafen platziert, von den restlichen Hafenplättchen werden drei gezogen und jeweils offen neben die drei verbliebenen Reiseplättchenstapel neben das Spielfeld gelegt, die übrigen Hafenplättchen werden aus dem Spiel genommen. Auf die beiden Dörfer werden zudem jeweils so viele Wikinger-Figuren gestellt, wie Spieler teilnehmen.
Danach wird ein Startspieler bestimmt, der seine Langschiff-Figur auf die Position 4 im Hafen stellt, alle anderen Spieler stellen im Uhrzeigersinn ihre Schiffe auf die Positionen 3 bis 1. Abhängig von der Spielerzahl bekommen die Mitspieler nun jeweils Wikingerfiguren, die sie auf die Schilde ihres Spielertableaus stellen; bei vier Spielern bekommt der Startspieler eine, der zweite und dritte Spieler je zwei und der vierte Spieler drei Wikinger-Figuren am Start.

### Spielweise
Das Spiel verläuft über vier Seereisen, in denen jeweils alle Spieler einmal die auf dem Spielplan abgebildeten Küsten der Nordsee abfahren und den Hafen erreichen müssen. Dabei halten die Spieler jeweils an den ausliegenden Reiseplättchen, die sie mitnehmen möchten und führen verschiedene zusätzliche Aktionen durch. Die Zugreihenfolge ist nicht über die Reihenfolge der Spieler am Tisch vorgegeben, sondern ändert sich im Lauf durch die Positionen der Schiffe zueinander. Der jeweils aktive Spieler ist dabei immer der Spieler, dessen Langschiff am weitesten hinten auf der Weltkarte steht.
Jeder Spielzug besteht aus zwei Aktionen: Der Spieler nimmt ein Reiseplättchen und navigiert anschließend zu seinem nächsten Reiseziel. Bei der zweiten Aktion können je nach Situation weitere Aktivitäten erforderlich werden.
Hafen verlassen oder Reise-Plättchen nehmen:

Zu Beginn einer Seereise verlässt der Spieler den Hafen oder nimmt sich das Reise-Plättchen, vor dem er mit seiner Langschiff-Figur steht. Das Plättchen legt er je nach Typ entweder auf sein Schiffsplateau oder daneben ab. Dabei kommen alle Schiffsverbesserungen wie Segel, Waffen und Mjölnir-Banner sowie alle Waren und Standarten auf die entsprechenden Positionen auf dem Langschiff, das insgesamt 5 dieser Plättchen aufnehmen kann. Sollte für das aufgenommene Plättchen kein Platz verfügbar sein, muss der Spieler eines der Plättchen auf seinem Schiff oder das neue Plättchen abwerfen. Runenplättchen, Handelsplatzplättchen und besiegt Ungeheuer kommen neben das Schiffstableu. Bekommt ein Spieler ein Handelsplatzplättchen, darf er damit sofort eine oder zwei Waren von seinem Schiff verkaufen und neben das Schiff legen, zudem bekommt er eine neue Wikinger-Figur, die er auf seine Tableau abstellt.
Navigieren:

Nachdem das neu erworbene Plättchen abgelegt wurde, navigiert der Spieler mit seiner Figur zum nächsten Reiseziel. Dafür bewegt er seine Figur in Richtung der Pfeile auf der Weltkarte bis zu einem neuen Reiseplättchen, das er in der nächsten Runde aufnehmen möchte. Bevor er startet, wirft er alle Reise-Plättchen zwischen seiner aktuellen Position und dem nächsten Schiff vor sich ab und nimmt sie aus dem Spiel. Er navigiert danach so weit, dass er mindestens den letzten vor ihm stehenden Spieler einholt und darf eine beliebig weite Strecke fahren und darf seine Fahrt bei einem beliebigen ausliegenden Reiseplättchen ohne „Weiterfahrt“-Symbol beenden. An diesen Orten navigiert er vorbei und kann dort je nach Plättchen entweder eine Belohnung eines Dorffeldes, eines Besuchs- oder eines Plünderungsplättchens annehmen oder gegen ein Ungeheuer kämpfen. Kommt ein Spieler bei einem Ungeheuerplättchen vorbei, muss er gegen dieses kämpfen. Er kann sich dabei entscheiden, einen Wikinger zu opfern und weiterzufahren, oder das Ungeheuer mit so vielen Wikingern anzugreifen und zu besiegen, die dessen Ruhmespunktangabe entsprechen. Ein besiegtes Ungeheuer legt der Spieler neben sein Tableau und die Wikinger werden abgeworfen, bevor er die Reise im gleichen Zug fortsetzt. Eine Waffe auf dem Schiff reduziert die Anzahl der benötigten Wikinger um einen, eine Doppelwaffe um zwei.
Möchte ein Spieler neben einem Plättchen anlegen, an dem bereits ein Mitspieler steht, kommt es zum Kampf. Um einen Kampf zu starten, benötigt der angreifende Spieler mindestens einen Wikinger, den er in die Spielfeldmitte stellt. Nimmt der Gegner den Kampf an, stellt er mindestens zwei Wikinger von seinem Schiff auf das Spielfeld. Die Spieler setzen nun abwechselnd immer wieder so viele Wikindger plus 1 auf das Feld, bis ein Spieler aufgibt und die Flucht zu einem beliebigen anderen Plättchen antritt. Statt die Reise bei einem Plättchen zu beenden, kann der Spieler allerdings auch bis zum Hafen fahren und sich dort auf die vorderste freie Position stellen.
Ende der Seereise:

Sobald alle Spieler mit ihrem Schiff den Hafen erreicht haben, kommt es zu einer Ausschüttung der Hafenboni. Nach der ersten Reise bekommt der Spieler, der den Hafen zuerst erreicht hat, 6 Münzen, der nachfolgende 3 Münzen, der dritte eine Münze und der vierte geht leer aus. Am Ende der folgenden Runden erfolgt die Ausschüttung immer entsprechend der ausliegenden Hafenbedingungen. Jeder Spieler bekommt zudem für jedes Segel seines Schiffes eine Wikingerfigur.
Zu Beginn der neuen Seereise werden die Reiseplättchen der nächsten Reise wieder offen auf die Felder der Seekarte verteilt, die Plünderungs- und Besuchsplättchen sowie die Dörfer werden mit Münzen und Wikinger bestückt und das Hafenplättchen wird ausgetauscht. Der Spieler, der als letzter den Hafen erreicht hat und damit an Position 4 steht, beginnt die nächste Seereise.

### Spielende
Nach der letzten, vierten, Reise endet das Spiel, sobald alle vier Spieler ihre Langschiffe wieder im Hafen haben. Danach erfolgt die Auswertung, bei der das Geld und die erspielten Ruhmespunkte addiert und abgerechnet werden:
- Münzen zählen mit ihrem Wert als Ruhmespunkte.
- Für jeden Satz Runen enthält der Spieler Punkte entsprechend der Anzahl (Summenformel bis 15).
- Für Standarten, verkaufte Waren und besiegte Ungeheuer bekommt der Spieler Punkte entsprechend der jeweiligen Werte.
- Für die Mjölnirs auf dem Schiff enthält der Spieler Punkte entsprechend der Anzahl multipliziert mit der Anzahl Wikinger auf dem Schiff bei Spielende.

Der Spieler, der am Ende die meisten Punkte hat, gewinnt das Spiel. Bei einem Gleichstand können mehrere Spieler gewinnen.

## Entwicklung und Ausgaben
Das Spiel Raids wurde von den Spieleautoren Matthew Dunstan und Brett J. Gilbert entwickelt und erschien 2018 bei dem französischen Verlag iello in einer französischen, einer englischen und einer deutschen Ausgabe. Die deutsche Ausgabe erschien dabei bei iello Deutschland und wird von Hutter Trade vertrieben. Zusätzlich erschienen Versionen auf Italienisch bei Mancalamaro, auf Spanisch bei Fractal Juegos und auf Spanisch/Portugiesisch bei Buró.
2021 wurde Raids in die Mensa Recommended Games des Vereins Mensa International aufgenommen.

## Belege
1. 1 2 3 4 5 6 7 8 9 10 11 12  Spieleanleitung Raids, iello 2018
2. ↑  Versionen von Raids in der Spieledatenbank BoardGameGeek (englisch); abgerufen am 27. Januar 2019.
3. ↑  Mensa Recommended Games (englisch); abgerufen am 14. Oktober 2021.